# Luggauer Mühlen

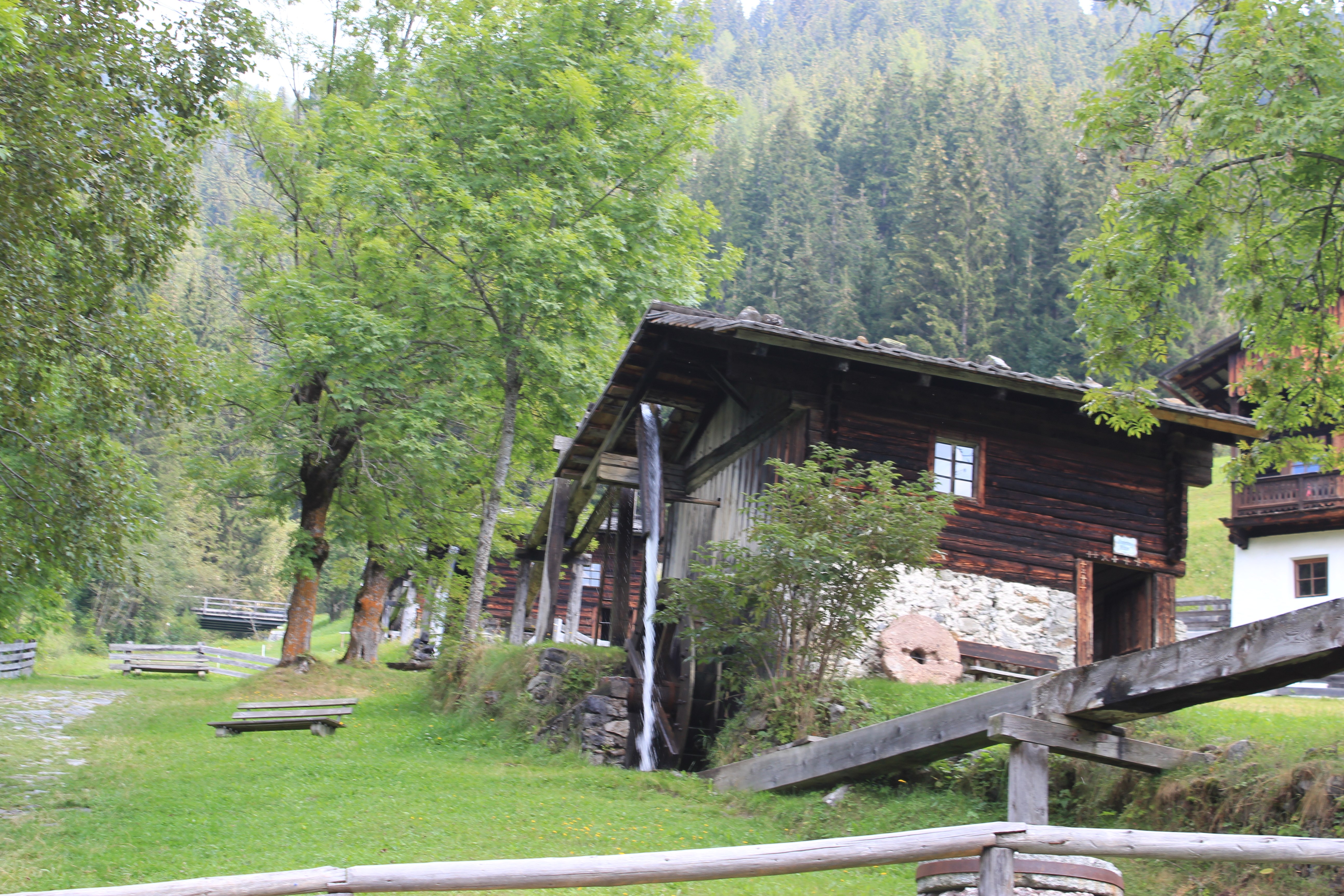
Mühlen am Trattenbach

Das Mühlenensemble am Trattenbach in Maria Luggau in der Gemeinde Lesachtal entstand im 17./18. Jahrhundert. 1976 wurden vier Mühlen unter Denkmalschutz gestellt, 1968 die Richter-Freiberger Mühle, genannt R.F.-Mühle.
Am Trattenbach sind folgende vier Mühlen aus dem 17. und 18. Jahrhundert erhalten: die Hanseler-Mühle, die Vorbeter-Mühle, die Grossn-Mühle und die Mattla-Mühle. Die Richter-Freiberger-Mühle wurde 1966 durch ein Hochwasser zerstört. An ihrer Stelle wurde 1997 die Tesn-Mühle aus Assing hierher versetzt und als R.F.-Mühle bezeichnet.
1973 wurde in Maria Luggau ein Verein zur Erhaltung der alten Wassermühlen gegründet, um die noch bestehenden Mühlen sowie eine Brechel- oder Badstube am Trattenbach zu revitalisieren. Sie sollten durch Mühlenführungen und Schaumahlen der Öffentlichkeit zugänglich gemacht werden.
Die fünf oberschlächtigen, hintereinander gereihten Radmühlen sind kleine Holzblockbauten auf gemauertem Sockelgeschoß mit Fichten- oder Lärchenbretter gedecktem Satteldach. Die Mahlvorrichtungen sind aus Holz und stammen aus dem 19. Jahrhundert. Alle Mühlen sind nach wie vor betriebsfähig.
Die sechste der denkmalgeschützten Mühlen ist die in der Rotte Tiefenbach stehende Wachterbach-Doppelmühle. Dieser 1750 errichtete Holzblockbau mit Unterbau aus Bruchsteinmauerwerk hat noch einen vollständig intakten Mahlgang.
Neben dem Mahlen von Getreide wurde im Lesachtal die Wasserkraft auch zum Betreiben von Pflügen, Aufzügen, Dreschmaschinen und Sägewerken genützt.